# Кабельный ввод

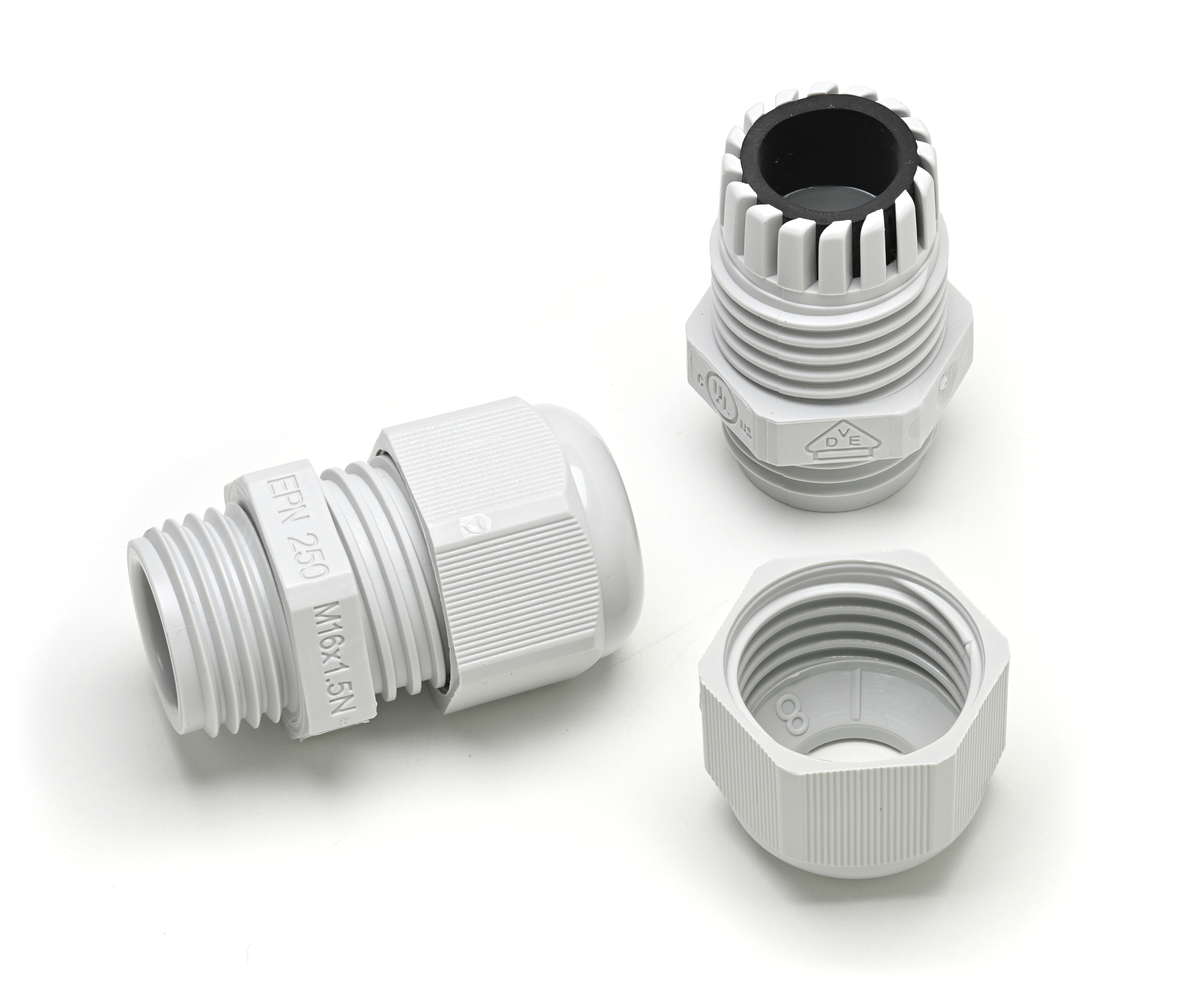
Кабельные вводы М16, в сборе и разобранный

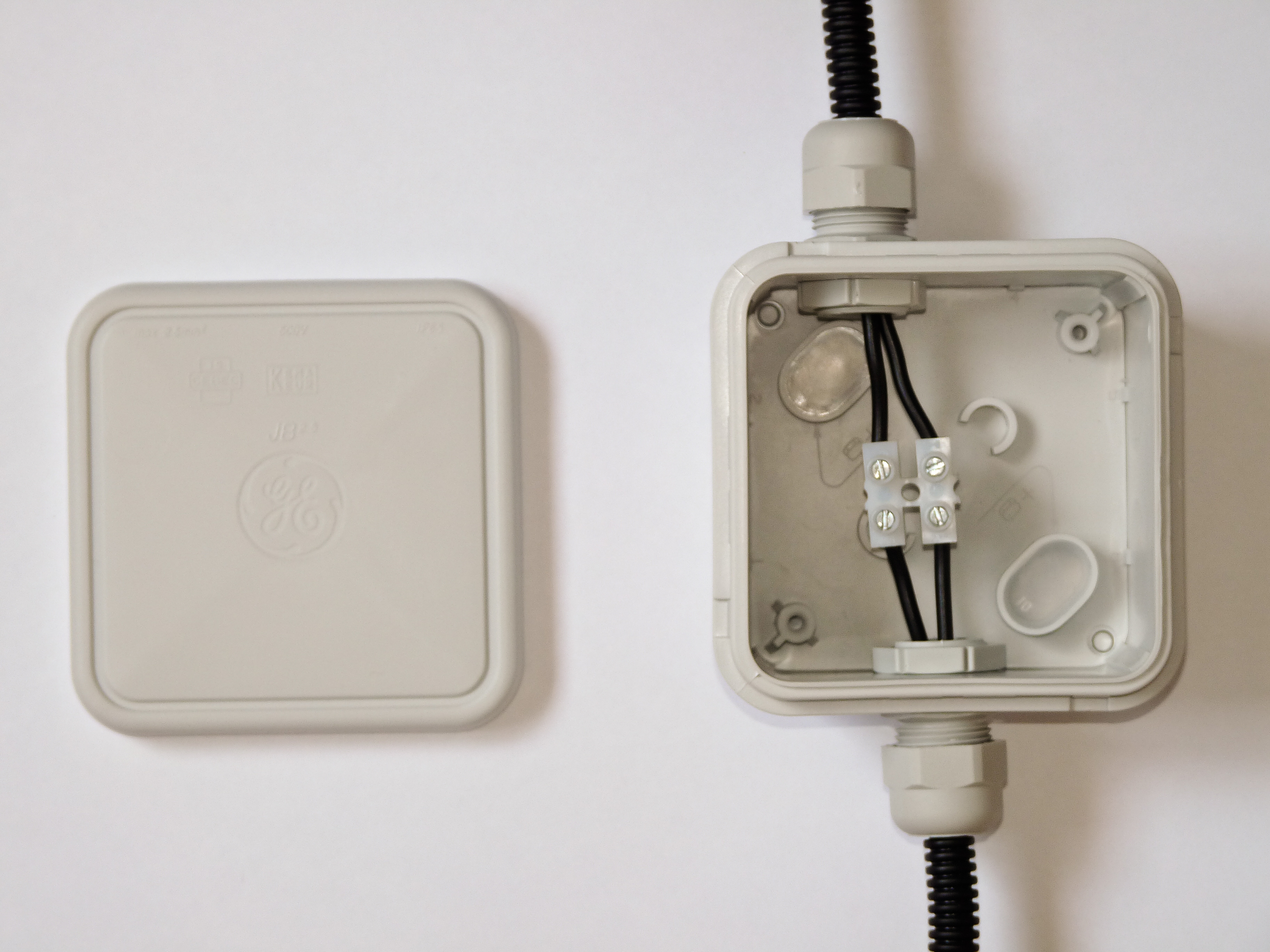
Распределительная коробка с кабельными вводами

Кабельный ввод (гермоввод, сальник) — электротехническая деталь, разновидность уплотнительного устройства, предназначенная для обеспечения герметичного ввода электрического кабеля в оборудование, его механической защиты и электрического соединения с экраном кабеля при его наличии. Кабельные вводы также можно использовать для герметизации прохождения кабелей или трубопроводов через переборки.

## Устройство

Детали кабельного ввода для экранированных кабелей

Кабельные вводы обычно имеют вид составленной из нескольких деталей втулки, на одном конце которой имеется резьба для вкручивания в защищаемое устройство, а на другом конце размещена гайка, при затягивании которой внутренний диаметр гермоввода уменьшается, и резиновое уплотнение крепко обжимает кабель, фиксируя его в продольном направлении и предотвращая прохождение вдоль кабеля влаги и грязи, а иногда — и газов, например для защиты оборудования, для электрооборудования во взрывоопасных зонах. Кабельные вводы используются во многих отраслях промышленности, в основном — в электрических приборах и системах автоматизации. Кабельные вводы могут использоваться на всех типах электрических силовых, контрольных, контрольно-измерительных, информационных и телекоммуникационных кабелей.

## Классификация

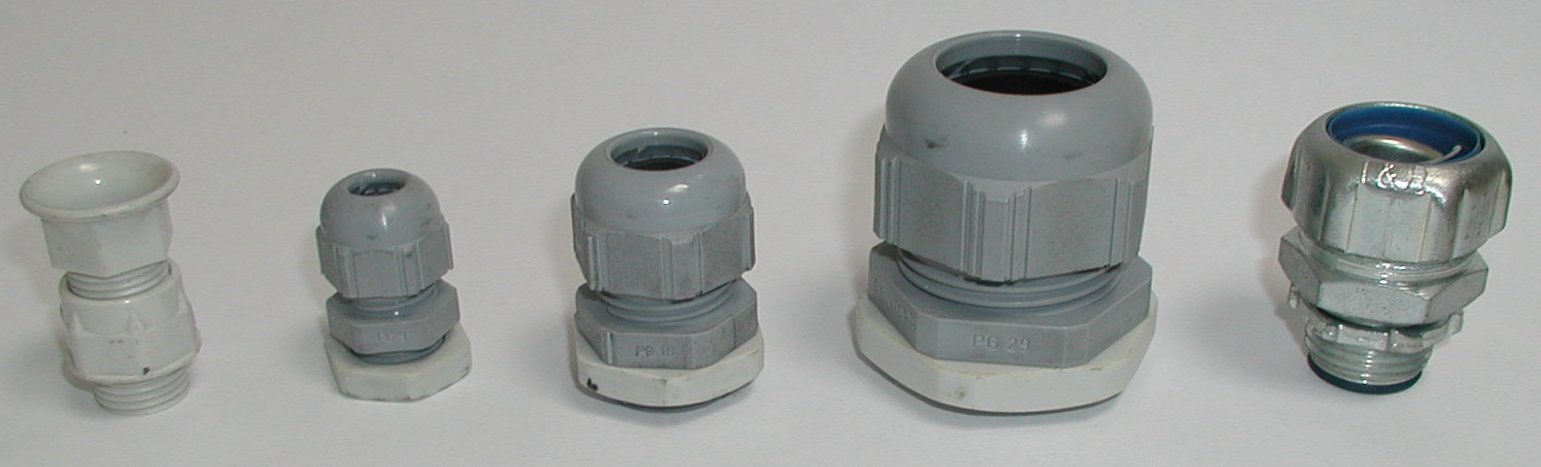
Примеры кабельных вводов различного диаметра, в центре кабельные вводы PG 9, PG 16, PG 29

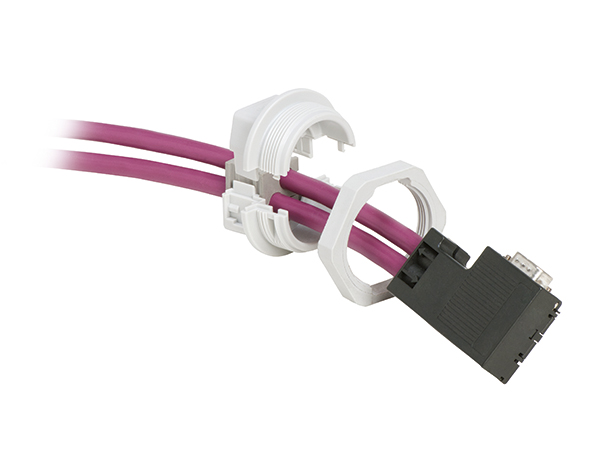
Разборный кабельный ввод KVT для прокладки кабелей с предварительно обжатыми разъемами

Кабельные вводы стандартизированы и изготавливаются в определённых размерных рядах, у каждого ввода есть диапазон диаметров кабелей, с которыми он совместим.
Кабельные вводы в зависимости от требуемой степени защиты, электромагнитной совместимости и температурной стойкости изготавливаются из различных пластмасс, а также латуни, стали или алюминия.
Кабельные вводы иногда называют «разъёмами» или «сальниками», но они не являются ни электрическими соединителями, так как обеспечивают в основном механическое соединение, а не расключение жил, ни сальниковыми устройствами, так как не обладают подвижностью.
Для прокладки кабелей с предварительно установленными разъёмами существуют разборные кабельные вводы, состоящие из трёх частей (двух половин ввода и разрезной уплотнительной втулки), которые привинчиваются шестигранной контргайкой (как обычные кабельные вводы).

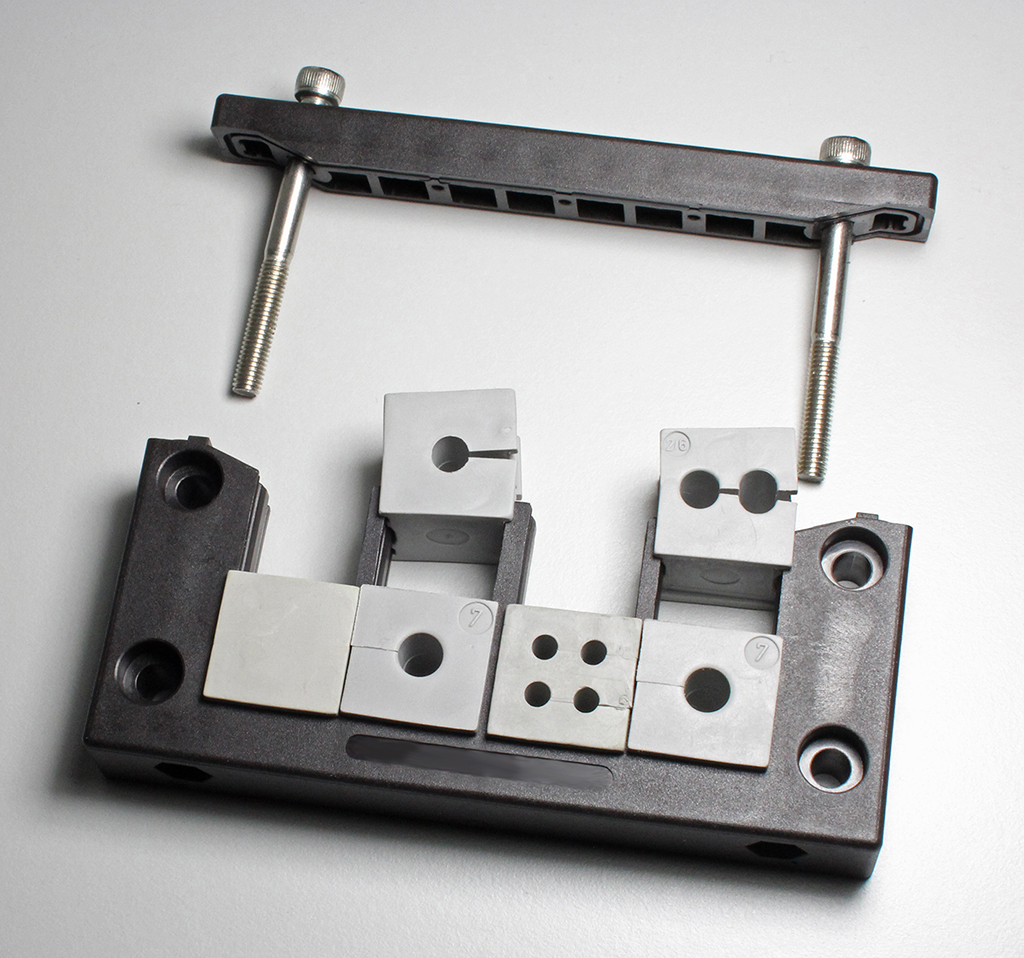
Наборная система кабельных вводов

Для ввода большого числа кабелей применяют фланш-панели, содержащие требуемое количество предварительно установленных кабельных вводов, или наборные системы кабельных вводов, обычно состоящие из жёсткого рамочного зажима и мягких наборных уплотняющих элементов.

## Стандарты
Существует три распространённых стандарта кабельных вводов:
- Стандарт PG (Panzergewinde) — разработан в Германии (DIN), считается устаревшим, но продолжает использоваться в некоторых отраслях, имеет размеры от PG 7 до PG 63 и обжимает кабели диаметром от 2 до 50 мм;
- Кабельные вводы с метрической резьбой, имеет размеры от М8 до М120, обжимает кабели диаметром от 2 до 95 мм;
- Кабельные вводы с резьбой NPT.

Регламентирование кабельных вводов:
- Британский стандарт BS 6121
- Европейский стандарт EN 62444:2013
- VDE 0619:2005-05